# ТЕС Шуайба I
20°37′45″ пн. ш. 39°33′19″ сх. д. / 20.62917° пн. ш. 39.55528° сх. д.
ТЕС Шуайба I — теплова електростанція на західному узбережжі Саудівської Аравії.
Електростанція наразі нараховує три черги, які використовують парові турбіни:
- 5 турбін першої черги, що стали до ладу в 2001-му (одна), 2002-му (дві) та 2003-му (дві);
- 6 турбін другої черги, які ввели в експлуатацію в 2006-му (три) та 2007-му (три);
- 3 турбіни третьої черги, що почали роботу в 2012-му.
Потужність кожної турбіни зазвичай визначають як 400 МВт, що дає змогу говорити про загальну потужність станції у 5600 МВт. Фактичні показники можуть дещо відрізнятись, наприклад, можливо зустріти інформацію, що турбіни другої черги мають потужність по 380 МВт, а першої – по 350 МВт (при цьому варто відзначити, що від першої черги живляться кілька опріснювальних ліній сукупною продуктивністю 76,8 тисяч м3 на добу).
Всі черги станції наразі використовують нафту. Прийом палива для ТЕС відбувається через власне причальне господарство, що може обслуговувати танкери дедвейтом від 20 до 100 тисяч тон.
Для охолодження використовують морську воду.
Видача продукції відбувається по ЛЕП, що працює під напругою 380 кВ.